# Armiansk
Armiansk (en russe : Армянск ; en ukrainien : Армянськ ; en tatar de Crimée : Ermeni Bazar) est une ville située à l'extrême nord de la république autonome de Crimée, en Ukraine, occupée par la Russie depuis 2014, centre administratif de la municipalité d'Armiansk. Sa population s'élevait à 19 917 habitants en 2024.

## Géographie
Armiansk est située dans le nord de la Crimée, sur l'isthme de Perekop, à 133 km au nord de Simferopol. Il donne sur le golfe de Karkinit.

## Administration
La ville d'Armiansk fait partie de la municipalité d'Armiansk (en ukrainien : Армянська міськрада, Armians'ka mis'krada) qui comprend également les villages de Perekop (Перекоп), Souvorove (Суворове) et Volochyne (Волошине).
Le canal de Crimée du Nord, qui approvisionne en eau la Crimée à partir du Dniepr, passe à Armiansk.

## Histoire
Armiansk a été fondée au début du XVIIIe siècle par des Arméniens et des Grecs, venus de Or Qapı – l'actuel village de Perekop. La ville s'appela Ermeni Bazar — signifiant « marché arménien » en tatar de Crimée — jusqu'en 1921.
Adoptées le 14 août 2008, les armoiries de la ville d'Armiansk reprennent celles de Perekop, qui remontent à 1844. Mais Perekop fut peu à peu abandonnée par ses habitants qui fondèrent Armiansk. La forteresse avec ses portes fermées symbolise la position stratégique de la ville sur l'isthme de Perekop. La forteresse de Perekop était ainsi la « clé » de la Crimée.

## Galerie

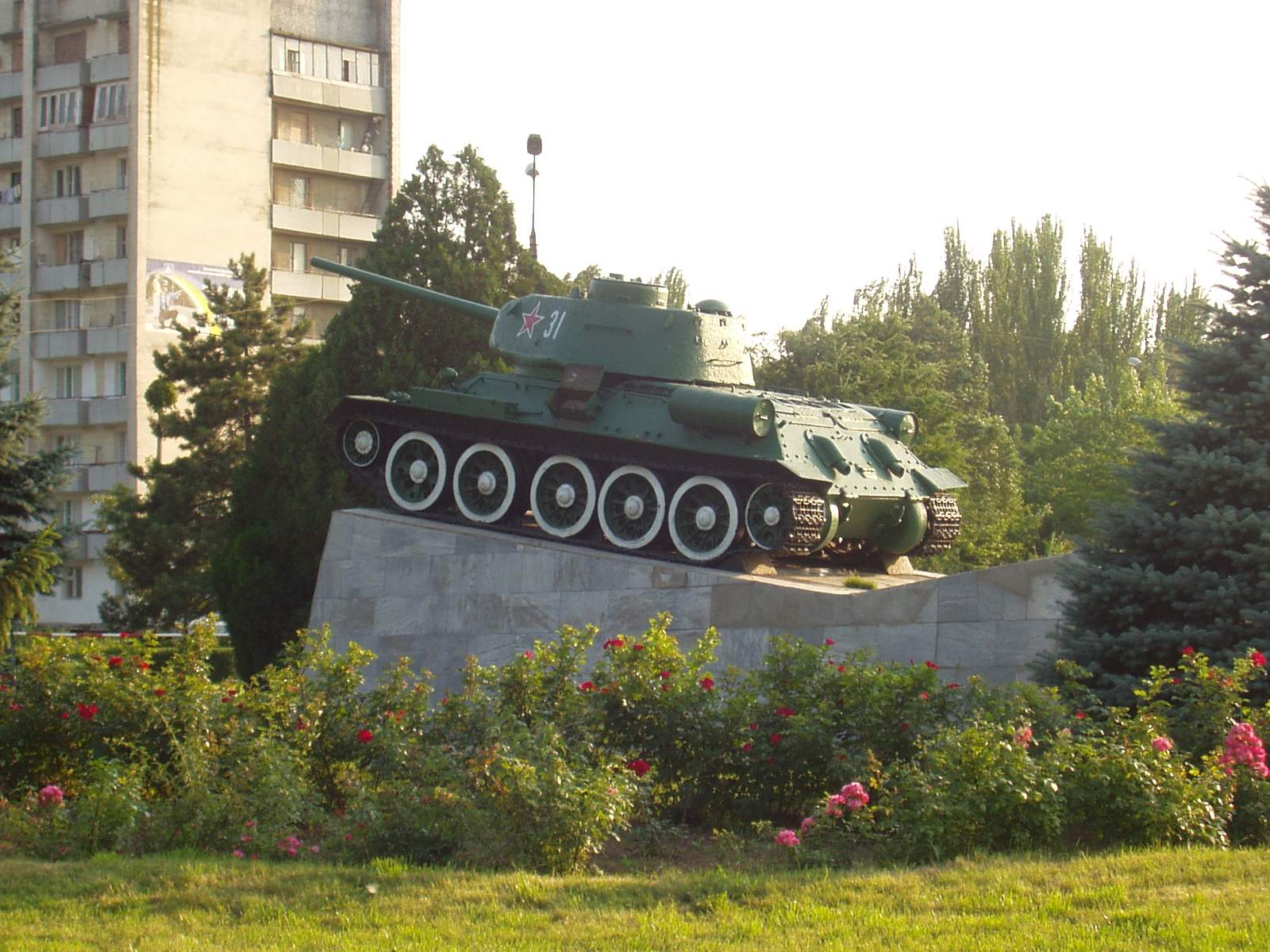
Char T-34 sur un monument

## Population

### Démographie
Recensements (*) ou estimations de la population :
| 1923* | 1926* | 1939* | 1970* | 1979*  | 1989*  |
| ----- | ----- | ----- | ----- | ------ | ------ |
| 2 306 | 2 666 | 3 975 | 8 532 | 20 650 | 24 833 |

| 2001*  | 2009   | 2010   | 2011   | 2012   | 2013   |
| ------ | ------ | ------ | ------ | ------ | ------ |
| 24 508 | 22 800 | 22 711 | 22 592 | 22 468 | 22 711 |

### Nationalités
|                  | Recensement de 1926 | Recensement de 2001 |
| ---------------- | ------------------- | ------------------- |
| Russes           | 23,0 %              | 55,7 %              |
| Ukrainiens       | 43,4 %              | 36,2 %              |
| Juifs            | 5,9 %               | —                   |
| Tatars de Crimée | 21,4 %              | 3,5 %               |
| Allemands        | 0,5 %               | —                   |
| Grecs            | 0,2                 | —                   |
| Biélorusses      | —                   | 1,1 %               |
| Moldaves         | —                   | 0,3 %               |

## Économie
L'économie de la ville repose sur l'usine chimique Krymskyï Tytan (en ukrainien : Кримський Титан), qui se trouve à 11 km au nord du centre-ville. Mise en service en 1971, cette usine est le principal producteur de dioxyde de titane d'Europe. Elle emploie près de 5 000 salariés en 2006. Elle est aussi une source de pollution pour la ville d'Armiansk.